# 加魯阿棉花體育足球會
加魯阿棉花體育足球會（Coton Sport FC de Garoua）是一支位于喀麦隆加鲁阿的职业足球俱乐部，曾连续4年取得喀麦隆联赛冠军，并且在2003和2004两个赛季成为联赛和杯赛的双冠王。2008年奪得非洲聯賽冠軍盃亞軍。球队的主场为加鲁阿综合运动体育场（Stade Omnisport de Garoua）。

## 球队战绩
- 喀麦隆足球甲级联赛:  17次

1997年, 1998年, 2001年, 2003年, 2004年, 2005年, 2006年, 2007年, 2007/08, 2009/10, 2011, 2013, 2014, 2015, 2018,2021,2022
- 喀麦隆杯: 4次

2003年, 2004年, 2007年, 2008年